# Михаил Пецавас
Михаил (Михалис) Пецавас, още Пицявас или Пидзявас (на гръцки: Μιχαήλ Πετσάβας, Πιτσιάβας, Πιτζιάβας), е гръцки революционер, участник в Гръцката война за независимост.

## Биография
Пeцавас е роден в берското село Восово. Произхожда от голямо семейство клефти. При избухването на Гръцката революция участва заедно с племенника си Анагностис Пецавас в Негушкото въстание. След разрушаването на Негуш в 1822 година, продължава борбата в Олимп заедно с Адамандиос Николау под ръководството на гръцкия консул в Солун Теодорос Валянос.
През декември 1830 година 8000 османци провеждат мащабна военна операция за ликвидиране на четите на Адамандиос, Михаил Пецавас и другите олимпийски капитани, както и на капитан Анастасис, който е на полуостров Касандра. Много селища в района на Олимп са практически унищожени.
След създаването на редовна войска, Пецавас офицер при Николаос Криезотис. Според едни източници е убит през май 1832 година при бунтове в Арахова. Според други продължава да действа в Олимп и е заловен през юни 1838 година от Йелил ага заедно с Гундровас и двамата братя Капас край Трикала. Пиздавас и Гундровас са екзекутирани в Лариса.